# Józef Niżnik (duchowny)
Józef Niżnik (ur. 11 marca 1953 w Przeworsku) – polski ksiądz rzymskokatolicki w archidiecezji przemyskiej, prałat, kustosz Sanktuarium św. Andrzeja Boboli w Strachocinie, diecezjalny asystent Akcji Katolickiej, archiprezbiter sanocki.

## Życiorys
Urodził się 11 marca 1953 roku w Przeworsku. Pochodzi ze Świętoniowej. Kształcił się w szkole podstawowej w Świętoniowej i szkole średniej w Jarosławiu. W latach 1973–1979 studiował w Wyższym Seminarium Duchownym w Przemyślu. 31 maja 1979 roku otrzymał święcenia kapłańskie z rąk bpa Ignacego Tokarczuka.
W latach 1979–1982 był wikariuszem w parafii Izdebki, a w latach 1982–1983 w parafii Najświętszej Maryi Panny Królowej Polski w Jarosławiu. W czerwcu 1983 roku został skierowany na studia na KUL. We wrześniu 1983 roku został tymczasowym zastępcą proboszcza w Strachocinie. Z powodu tajemniczych „nocnych odwiedzin nieznanej postaci” na plebanii, zrezygnował ze studiów i pozostał w Strachocinie w celu wyjaśnienia tego zjawiska. 4 lutego 1984 roku został administratorem parafii Strachocina, a 25 sierpnia 1984 roku proboszczem.
W latach 1983–1987 osobiście doświadczył nocnych spotkań z „nieznaną postacią”. Podczas ostatniego zjawienia w nocy z 16 na 17 maja 1987 roku, gdy zapytał „kim jesteś?” i „czego chcesz?” – nieznana postać odpowiedziała „Jestem Święty Andrzej Bobola, Zacznijcie mnie czcić w Strachocinie”. 16 maja 1988 roku jego staraniem do kościoła w Strachocinie wprowadzono relikwie św. Andrzeja Boboli. W 2007 świątynia ta została ustanowiona Sanktuarium św. Andrzeja Boboli.
25 grudnia 1995 roku został Asystentem Diecezjalnym Akcji Katolickiej. Organizował spotkania modlitewno-formacyjne i rekolekcje, dla kandydatów organizowanej Akcji Katolickiej. W 1996 roku został dziekanem dekanatu jaćmierskiego.
W lutym 2005 roku uzyskał tytuł magistra historii na KUL, na podstawie pracy Parafia Przeworsk w okresie okupacji 1939–1944.
Jest gremialnym kanonikiem Brzozowskiej Kapituły Kolegiackiej, kustoszem Sanktuarium św. Andrzeja Boboli w Strachocinie, diecezjalnym asystentem Akcji Katolickiej, archiprezbiter sanocki, krajowym kapelanem PGNiG, a także pełni funkcję duchowego opiekuna dla sióstr ze Zgromadzenie Sióstr Franciszkanek Rycerstwa Niepokalanej w Polsce.

## Odznaczenia
- Kapelan honorowy Jego Świątobliwości (2012)[14]
- Krzyż Oficerski Orderu Odrodzenia Polski (2023)[17].

## Publikacje
- ks. Józef Niżnik, Duszochwat ze Strachociny, 2006. Krosno: Krośnieńska Oficyna Wydawnicza. ISBN 978-83-61084-40-2.
- ks. Józef Niżnik, Święty Andrzej Bobola. Życie, objawienia, cuda, 2016. Kraków: Wydawnictwo AA. ISBN 978-83-7864-401-9.
- ks. Józef Niżnik, Modlitewnik Świętego Andrzeja Boboli, 2017. Strachocina, Kraków: PROeMS – Wydawnictwo La Salette. ISBN 978-83-6538-514-7.
- ks. Józef Niżnik, Rekolekcje „dla” Akcji Katolickiej i „o” Akcji Katolickiej, 2017. Strachocina: Wydawnictwo La Salette. ISBN 978-83-65385-13-0.
- ks. Józef Niżnik, Święty Andrzej Bobola ze Strachociny, 2022. Kraków: Wydawnictwo AA. ISBN 978-83-7864-575-7.
- ks. Józef Niżnik, Św. Andrzej Bobola. Bohater Chrystusowy. Objawienia, świadectwa, modlitwy, 2022. Kraków: Wydawnictwo Esprit. ISBN 978-83-6729-127-9.